# Altenheerse
Altenheerse ist ein Ortsteil der Stadt Willebadessen im Kreis Höxter, Regierungsbezirk Detmold in Nordrhein-Westfalen. In Altenheerse, das 6,42 km² Fläche aufweist, leben 383 Einwohner (Stand 2021).

## Geographie
Altenheerse liegt direkt am Fuß des östlichen Hangausläufers des Eggegebirges.

## Geschichte
Umgeben von den inzwischen untergegangenen Siedlungen Langeneisine, Wirdessen, Edelersen, Guntersen, Valehusen und Schonloh bestand (Alten-)Heerse schon im 9. Jahrhundert. Die erste urkundliche Erwähnung erfolgte im Jahre 1065 in einer Urkunde Heinrich IV. als Altinherise. Im Jahre 868 gründete der damalige Paderborner Bischof Liuthard mit seiner Schwester Walburga in der Gemarkung von Herisi (in territorio villae, quae Herisi nuncupatur), das adelige Damenstift Heerse. Als sogenanntes Stiftsdorf blieb Altenheerse von diesem Stift abhängig bis zu dessen Auflösung. Die Abhängigkeit bezog sich auf die Ländereien, den Zehnten, die Wälder, Wiesen, Weiden, Gewässer, Häuser, Gebäude, Vieh, dienstbare Leute und alles bewegliche und unbewegliche Gut. Die Einwohner von Altenheerse hatten aber nicht nur den Zehnten zu entrichten, sondern sie waren dem Stift gegenüber auch hand- und spanndienstpflichtig.
Altenheerse gehörte bis zu den Napoleonischen Kriegen zum Rentamt Dringenberg im Hochstift Paderborn. 1803 wurde Altenheerse mit der Auflösung des Hochstifts Paderborn erstmals preußisch und kam zum Oberwaldischen Kreis. Von 1807 bis 1813 gehörte Altenheerse zum von Napoleon gegründeten Königreich Westphalen, in dem es zum Kanton Dringenberg im Departement der Fulda gehörte. Der Ort fiel 1813 wieder an Preußen und kam 1816 zum neuen Kreis Warburg in der Provinz Westfalen. Im Kreis Warburg gehörte Altenheerse zunächst zum Kanton bzw. Amt Dringenberg. Nach dessen Vereinigung mit dem Amt Gehrden in den 1850er Jahren gehörte Altenheerse zum Amt Dringenberg-Gehrden.
Am 1. Januar 1975, mit Inkrafttreten des Sauerland/Paderborn-Gesetzes, wurde Altenheerse einer der 13 Stadtteile von Willebadessen, das seit dem gleichen Datum zum jetzigen Kreis Höxter kam.

## Bauwerke

### Sehenswürdigkeiten
In der Liste der Baudenkmäler in Willebadessen sind für Altenheerse fünf Baudenkmale aufgeführt, der Bildstock am Taubenbrunnen, der Bildstock nordöstlich der Kirche, die katholische Kirche St. Georg, die Gutsanlage Schoenkaes und die Hofstelle Bickemanns. In Altenheerse steht außerdem ein Tétrodon, ein bewohnbares modulares Bauprojekt, das in den 1970er Jahren in Frankreich entwickelt wurde.

## Persönlichkeiten

### Söhne und Töchter des Ortes
- Josef Schoenkaes (* 1883), preußischer Verwaltungsjurist und Landrat
- Paul Schönkaes (1873–1926), deutscher Landwirt und Politiker (Zentrum)